# Eremosparton
Eremosparton är ett släkte av ärtväxter. Eremosparton ingår i familjen ärtväxter.
Kladogram enligt Catalogue of Life:
| Eremosparton | \| \| Eremosparton aphyllum \| \| \| \| \| \| Eremosparton flaccidum \| \| \| \| \| \| Eremosparton songoricum \| \| \| \| |
|              | \| \| Eremosparton aphyllum \| \| \| \| \| \| Eremosparton flaccidum \| \| \| \| \| \| Eremosparton songoricum \| \| \| \| |
|              | Eremosparton aphyllum |
|              | |
|              | Eremosparton flaccidum |
|              | |
|              | Eremosparton songoricum |
|              | |